# Récépissé-warrant
Un récépissé-warrant est un titre délivré par un magasin général, en représentation de marchandises qu'il reçoit en dépôt.
Le récépissé-warrant comporte deux parties : le récépissé qui constate, au profit du porteur, le droit de propriété sur ces marchandises : le warrant qui constate, au profit du porteur, leur mise en gage. Le porteur du récépissé-warrant a tous les droits sur ces marchandises et notamment de se les faire remettre par le magasin général.
Le porteur du seul récépissé est un propriétaire dont les marchandises sont gagées. Le porteur du seul warrant est porteur d'un effet de commerce garanti par un gage.